# Wilner Nazaire
Wilner Nazaire est un footballeur haïtien né le 30 mars 1950 à Port-au-Prince (Haïti). Il pouvait évoluer à tous les postes de la défense. 
Il participe avec l'équipe nationale d'Haïti à la Coupe du monde 1974 à Munich.

## Carrière de joueur
- Racing Port-au-Prince
- 1972-1976 :  US Valenciennes Anzin
- 1976-1978 :  Racing club de Fontainebleau
- Dampierre-Savoyeux[1]

## Palmarès de joueur
- International haïtien
- Vice-champion de France D2 en 1975 avec l'US Valenciennes Anzin

## Source
- Marc Barreaud, Dictionnaire des footballeurs étrangers du championnat professionnel français (1932-1997), L'Harmattan, 1997.